# Guillaume de Boldensele

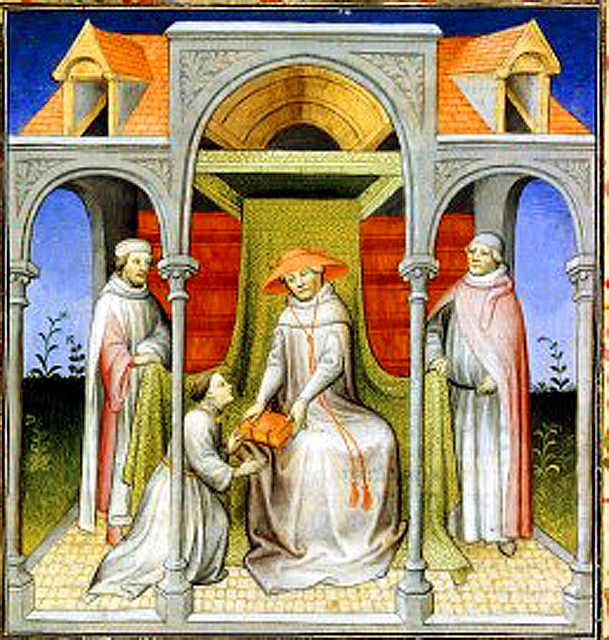
Présentation du Liber au cardinal de Périgord, Recueil de récits de voyage vers l'Orient, BNF, Fr.2810, f.116, vers 1410-1412.

Guillaume de Boldensele (né vers 1285, mort vers 1338/1339) était un voyageur dominicain allemand originaire de Basse-Saxe.
Boldensele  a visité l'Égypte, la péninsule du Sinaï et le Levant de 1333 à 1336 avec Heinrich von Braunschweig-Grubenhagen et Ludolf von Sudheim. 
Il mentionne la grotte naturelle (Grotte de Gethsémani) à Gethsémani, dans laquelle Jésus et ses disciples se seraient retirés pour prier après la Cène. Il décrit les pyramides de Gizeh en 1335.
En 1336, Il écrit pour son commanditaire, le cardinal Hélie de Talleyrand-Périgord, le récit de son voyage : Liber de quibusdam ultramarinis partibus et praecipue de terra sancta, qui est traduit en français en 1351 par  le Frère Jean le Long.

## Édition
- Liber de quibusdam ultramarinis partibus et praecipue de terra sancta : de Guillaume de Boldensele (1336) ; suivi de la traduction de Frère Jean le Long (1351) ; édition critique présentée par Christiane Deluz, Thèse 3e cycle Lettres, Paris, 1972.

- Guillaume de Boldensele. Sur la Terre Sainte et l’Égypte (1336), éd. Christiane Deluz, Paris, CNRS éditions, 2018 (Sources d’histoire médiévale).

## Études
- Christiane Deluz, « La « géographie » dans le Liber de Guillaume de Boldensele, pèlerin de Terre Sainte – 1336 », dans Voyage, quête, pèlerinage dans la littérature et la civilisation médiévales, Aix-en-Provence, Presses universitaires de Provence, coll. « Senefiance » (no 2), 1976, 496 p. (ISBN 9782821836839, lire en ligne), p. 25-40.
- Christiane Deluz, « L'accomplissement des temps à Jérusalem - Fin des temps et temps de la fin dans l'univers médiéval », Aix-en-Provence, Centre universitaire d'études et de recherches médiévales d'Aix (Senefiance, 33), 1993, p. 187-198.
- Christiane Deluz, « Croisade et paix en Europe au XIVe siècle : Le rôle du cardinal Hélie de Talleyrand », Cahiers de recherches médiévales, no 1,‎ 1996 (lire en ligne, consulté le 26 avril 2017).
- (de) Schnath, Georg, « Drei Niedersächsische Sinaipilger um 1330: Herzog Heinrich von Braunschweig-Grubenhagen, Wilhelm von Boldensele, Ludolf von Sudheim », Festschrift Percy Ernst Schramm zu seinem siebzigsten Geburtstag von Schülern und Freunden zugeeignet, éd. Peter Classen et Peter Scheibert, Wiesbaden, Steiner, 1964, t. 1, p. 461-478.